# کارپینتریا (کالیفرنیا)
کارپینتریا (به انگلیسی: Carpinteria) شهری در شهرستان سانتا باربارا، کالیفرنیا ایالت کالیفرنیا است که در سرشماری سال ۲۰۱۰ میلادی، ۱۳۰۴۰ نفر جمعیت داشته است.